# Rudolf I (król Burgundii)
Rudolf I Burgundzki (ur. 859 − zm. 25 października 912) – król Górnej Burgundii od wyboru przez baronów w 888 roku do śmierci.
Rudolf, syn Konrada, księcia Auxerre i Waldrady z Wormacji, należał do dynastii Starszych Welfów. Był po swoim ojcu patronem opactwa w St Maurice en Valais, co czyniło zeń najpotężniejszego magnata w Górnej Burgundii - w dzisiejszych czasach zachodnia Szwajcaria i Franche-Comté.
Po abdykacji i śmierci Karola Otyłego, baronowie i biskupi Górnej Burgundii zjechali się w Saint-Maurice i wybrali Rudolfa królem. Rudolf koronował się na króla w tamtejszym kościele opactwa Św. Maurycego w 888 r.  Wkrótce potem Rudolf zgłosił pretensje do całej Lotaryngii, obejmującej większość dzisiejszej Lotaryngii i Alzacji, ale napotkał na opór ze strony Arnulfa z Karyntii, nowego króla Wschodniej Francji (czyli Niemiec), który szybko zmusił Rudolfa do porzucenia tych planów, w zamian za uznanie go za prawowitego króla Burgundii. Napięcia pomiędzy Rudolfem i Arnulfem trwały z przerwami do roku 894.
Stosunki Rudolfa z pozostałymi sąsiadami układały się lepiej. Jego siostra Adelajda została żoną Ryszarda I Prawodawcy, księcia Burgundii (chodzi o Burgundię właściwą, we Francji). Podobnie było z córkami: Adelajdę wydał za Ludwika Ślepego króla Prowansji (Dolna Burgundia), a Willę za Bosona z Toskanii.
Następcą Rudolfa na tronie Burgundii został jego syn, Rudolf II. Królowa Guilla, wdowa po Rudolfie, wyszła w roku 912 za Hugona z Arles.
Rudolf jest często mylony z jego własnym siostrzeńcem Rudolfem Burgundzkim, królem Francji.